# Język nasal
Język nasal – język austronezyjski używany w prowincji Bengkulu na Sumatrze w Indonezji. Według danych z 2008 roku posługuje się nim 3 tys. osób w rejonie rzeki Nasal (kabupaten Kaur na południowym skraju prowincji). Społeczność używająca tego języka zamieszkuje miejscowości Tanjung Betuah i Gedung Menung (kecamatan Muara Nasal) oraz Tanjung Baru (kecamatan Maje).
Jego związki z okolicznymi językami nie zostały dobrze ustalone; możliwe, że nie jest blisko spokrewniony z żadnym z nich. Wyraźnie nie jest przedstawicielem języków malajskich. Rozważono również możliwość pokrewieństwa z lampung, rejang czy też simeulue, lecz brak jednoznacznych rozstrzygnięć. Został próbnie sklasyfikowany jako izolat w obrębie gałęzi malajsko-polinezyjskiej.
Pomimo niewielkiej liczby użytkowników nie jest silnie zagrożony wymarciem. W raporcie z 2013 r., podsumowującym wyniki badania z 2007 r., odnotowano, że nasal pozostaje w intensywnym użyciu na poziomie lokalnym. Jednocześnie w wielu sferach życia publicznego (m.in. w edukacji) dominuje język indonezyjski. W regionie powszechna jest wielojęzyczność. Pozostałe znane języki to kaur oraz semenda i serawai (odmiany malajskiego centralnego). Osoby z zewnątrz również przyswajają język nasal; według szacunków nasal ma ok. 500 użytkowników, dla których służy jako język drugi.
Znaczna część elementów leksyki łączy go z językiem lampung; wiele z nich to zapewne wyrazy zapożyczone. Występuje też silny wpływ słownictwa malajskiego.
Stosunkowo słabo udokumentowany i pomijany w wielu opisach lingwistycznych; aż do pocz. XXI w. nie przyglądano się jego klasyfikacji. Wczesne materiały leksykalne dot. nasal, opublikowane w 1987 r., pochodzą z końca XIX w. Dane leksykalne pochodzące z tego języka uwzględniono też w indonezyjskiej publikacji z 1987 r., przy czym język społeczności został mylnie zidentyfikowany jako pasemah.
Nie wykształcił piśmiennictwa. Bywa wykorzystywany w wiadomościach tekstowych.